# جلوة مسننة
الجلوة المسننة (باللاتينية: Atractylis serrata) نوع نباتي يتبع جنس الجلوة من الفصيلة النجمية.

## الموئل والانتشار
ينتشر في المغرب العربي.